# Mesopotàmia (tema)
El Mesopotàmia (en grec medieval Μεσοποταμία) era un tema o divisió civil i militar de l'Imperi Romà d'Orient situat al territori que actualment és l'est de Turquia, entre el riu Arsànies i Çimisgezek.

## Història
El tema es va establir probablement entre el 899 i el 911, quan l'emperador Lleó VI el Filòsof va designar com a governador Orestes, l'antic estrateg del tema de Carsiànon. La major part del tema procedia d'un principat armeni, Takis, dirigit per un tal Manuel que, amb els seus quatre fills, es va deixar convèncer per cedir les seves terres a l'imperi a canvi de títols i propietats a altres temes. S'hi van afegir els districtes armenis d'Erzincan (separat del tema de Càldia) i de Kemah (del tema de Colònia).
Encara que Constantí VII menciona que abans de ser constituïda com a tema, la regió era una clisura sense nom, hi ha indicis d'una presència romana d'Orient molt anterior, ja que existeix un segell d'un espatari i estrateg de Mesopotàmia datat circa el 810, possiblement indicant la breu existència d'un primer tema, i un segell d'un turmarca amb el nom armeni de Musilikes es podria datar cap a l'any 870.
Per tant, és possible que Mesopotàmia es formés a finals del segle ix a partir d'un principat armeni, com a divisió (turma) d'un tema veí abans de convertir-se en un tema per si mateix. Això podria explicar el costum propi del lloc segons el qual el seu estrateg a partir del 911, rebia el seu sou no del tresor imperial, sinó dels ingressos del commèrcion (impost comercial) de la seva província.
Els comandants del tema van seguir sent designats durant el segle x, i coexistien amb el nou càrrec de dux de Mesopotàmia establert cap al 975. A diferència de l'estrateg, el dux era el comandant de la província, i controlava el sector central de la frontera oriental de l'imperi. En el període posterior a la batalla de Mantziciert, l'emperador Miquel VII (r. 1071-1078), hi va intentar restablir l'autoritat de l'imperi, però va caure definitivament a mans dels seljúcides.